# Desa Limusnunggal (administrativ by i Indonesien, lat -6,37, long 106,97)
Desa Limusnunggal är en administrativ by i Indonesien.   Den ligger i provinsen Jawa Barat, i den västra delen av landet, 22 km sydost om huvudstaden Jakarta.